# فرانك أندروود
فرانسيس جوزيف أندروود (بالإنجليزية: Francis J. Underwood)‏ المعروف اختصاراً باسم فرانك أندروود (بالإنجليزية: Frank Underwood)‏ هو شخصية خيالية شغلت منصب الرئيس السادس والأربعين للولايات المتحدة وبطل المسلسل الأمريكي بيت البطاقات. قام بأداء هذه الشخصية كيفين سبيسي. تم بناء هذه الشخصية استناداً إلى فرانسيس أوكهارت [الإنجليزية] بطل الرواية البريطانية والسلسلة التلفزيونية بيت البطاقات [الإنجليزية]، وهو المسلسل الذي قامت نتفليكس بالاستناد إليه لإنتاج النسخة الأمريكية. فرانك متزوج من كلير أندروود (روبين رايت)، لكنه كان على علاقة جنسية مع زوي بارنز (كايت مارا) في الموسم الأول [الإنجليزية].
أندروود من جافني، كارولينا الجنوبية. تخرج سنة 1981 من جامعة سينتينال (نسخة خيالية من الكلية العسكرية لكارولينا الجنوبية [الإنجليزية]) ثم عام 1984 من كلية هارفارد للحقوق. بعض حوارات أندروود خلال المسلسل تمت مع المشاهد مباشرة، وهو أسلوب سردي يكسر الجدار الرابع [الإنجليزية]. خلال الموسم الأول، كان يشغل منصب سوط الأغلبية [الإنجليزية] الديمقراطية في مجلس النواب الأمريكي. في الموسم الثاني [الإنجليزية] تم تعيينه لمنصب نائب رئيس الولايات المتحدة قبل تعيينه كرئيس الولايات المتحدة في الحلقة النهائية من الموسم.
يتصف أندروود بكونه متلاعبًا ومتآمرًا و‌مكيافيليًا و‌معاديًا للمجتمع، وهو رمز الفساد والشر السياسيين. خلال المسلسل يتلاعب بالعديد من الأشخاص ويدمرهم، بما في ذلك بعض الأشخاص الذين يعتبرهم أصدقائه، لأجل مصالحه الخاصة. من ضمن جرائمه العديدة ارتكابه جريمة القتل مرتين، وإخفاؤه آثار جريمة قتل أخرى قام بها أحد مرؤوسيه، وأمره بقتل اثنين من موظفيه السابقين وتسببه بأذية خطيرة لوزيرة خارجيته لكي يمنعها من الشهادة ضده، فضلًا عن ‌سماحه بشكل غير مباشر بقتل مدني لأهداف سياسية.
أُشيد بعمل سبيسي في تجسيده دور فرانك أندروود، ولكن لقيت الشخصية ذاتها نقدًا بسبب طبيعتها التكرارية. والبعد الواحد حصل سبيسي على تميز كونه ضمن واحد من أوثل ثلاث أدوار رئيسية لتلفزيون الويب يتم ترشيحها لجائزة الإيمي برايم تايم في دورتها الخامسة والستين، كما رشِّح مرتين لجائزة الغولدن غلوب وفاز بواحدة.
في 3 نوفمبر 2017، ونتيجة لاتهامات الاعتداءات الجنسية التي طالت سبيسي، قامت نتفليكس بقطع علاقاتها مع الممثل وأوقِف إنتاج العرض مما وضع مستقبل الشخصية في موضع التساؤل. وكانت نتفليكس قبل ذلك قد أعلنت إلغاء العرض بعد نهاية الموسم السادس. بيد أنه أُعيد إنتاج الموسم السادس بسيناريو معدل، تعمد فيه الكاتب إقصاء فرانك أندروود (سبيسي) لصالح زوجته كلير (رايت)، والذي صدر للعيان في 2 نوفمبر 2018 في ثماني حلقات، بخلاف الطول المعتاد للمواسم السابقة التي بلغ عدد حلقاتها ثلاث عشرة حلقة.

## الخلفية والوصف

### النشأة
ولد فرانسيس جيه أندروود وحيدًا لأبوين هما كاثرين وكالفين أندروود في جافني، كارولينا الجنوبية في 5 نوفمبر 1959. نشأ أندروود في ظروف فقيرة تحت تهديد الطرد من منزله بسبب رهن البنك للعقار. في خريف 1976 النحق أندروود بكلية سينتينال العسكرية في تشارلستون، كارولاينا الجنوبية، وهي النسخة الافتراضية للكلية العسكرية لكارولينا الجنوبية، وتخرج منها في 1981، على الرغم من حصوله على درجات متدنية إلا أنه التحق بكلية هارفارد للحقوق وحصل على درجة الدكتوراه في القانون في 1984. أقام أثناء وجوده في كلية سينتينال علاقة مثلية مع زميله في الغرفة تيم كوربت (دايفيد اندروز)، واستمرت حتى سنته الأولى في كلية الحقوق. نشأ أندروود في بيئة مسيحية لكنه يزدري الإله بشكل كامل.

### العائلة
كان العريف أغسطس إيليا أندروود، جد جد الجد الأكبر لفرانسيس أندروود، يخدم ضمن جيش الولايات الكونفدرالية في فوج مشاة كارولاينا الجنوبية الثاني عشر التابع للواء صامويل ماكغوان في معركة معركة سبوتسيلفانيا [الإنجليزية]. في منتصف ليل 12 مايو 1864 خلال الحرب الأهلية قتل بضربة هراوة على مؤخرة الرأس من قبل أحد عناصر الفوج التابع له. كان فرانسيس مفتوناً به. عندما كان أندروود بحالة غيبوبة بعد محاولة اغتياله، ظهر أغسطس بشكل متكرر في هلوساته، بشكل عام رفض فرانسيس أندروود الكونفدرالية لكونها "ضعيفة" وتدعو للحفاظ على نظام العبودية.
كان الوالد كالفين أندروود يعمل كمزارع خوخ في بلده الأم جافني وتوفي بسبب نوبة قلبية عن عمر 43 سنة. عانت أسرة أندروود من الفقر وكادت أن تفقد المزرعة عندما كان فرانك صغيراً، بهدف الحصول على قرض مصرفي لتجنب الإفلاس، شارك والده في اجتماعات كو كلوكس كلان التي ينتمي إليها مدير المصرف. يتحدث أندروود عن والده بفخر بين العامة. ولكن هذه كانت لعبة سياسية، في حواراته الجانبية مع المشاهدين يصف أندروود والده بأنه ضعيف ولم ينجز أي شيء في حياته. حتى أنه تبول على قبر والده في الموسم الثالث. على الرغم من كره فرانك لوالده إلا أنه كان متأثرًا به. كان كالفين يعاني من الإفراط في شرب الكحول وتسبب لزوجته وابنه بسنوات من الحياة البائسة. قال فرانك أنه عندما كان عمره ثلاثة عشر مشى إلى غرفة والده ووضع فتحة بندقية الصيد في فم والده. طالبه كالفين بسحب الزناد ولكنه رفض. يقول فرانك بأنه يندم بشكل كبير على عدم قتله لوالده عنما أتيحت له الفرصة.

### مسيرته السياسية

#### المجلس التشريعي لكارولينا الجنوبية
تم انتخاب أندروود كعضو في مجلس شيوخ ولاية كارولينا الجنوبية كأصغر عضو في المجلس بعمر 25 سنة بعد تخرجة مباشرة من هارفارد عام 1984. تم إعادة انتخابه مرة ثانية عام 1988 بعمر 29 سنة.

#### انتخابات الكونغرس
تم انتخاب أندروود لعضوية مجلس النواب عام 1990 كعضو ديمقراطي عن المقاطعة الخامسة لكارولينا الجنوبية [الإنجليزية]، وأدى اليمين الدستوري في كانون الثاني / يناير 1991، وتم إعادة انتخابه أحد عشر مرة متتالية. تم انتخابه سوط [الإنجليزية] للحزب الديمقراطي في 2005، وأصبح سوط الأغلبية بين 2005 و2013.

### الحياة الخاصة

#### الشخصية
أندروود عديم الرحمة و‌مكيافيلي، وقادر على ارتكاب أي جريمة، بما في ذلك القتل، في سبيل تحقيق هدفه في الوصول إلى السلطة. وصفه العديد من النقاد بأنه يعاني من اضطراب الشخصية المعادية للمجتمع وبأنه «شر مطلق».
غالباً، يتم عرض أفكار أندروود خلال المسلسل بطريقة مباشرة باتجاه المشاهد، وهي تقنية سردية معروفة باسم كسر الجدار الرابع [الإنجليزية]. لعب سبيسي دور البطولة في مسرحية وليم شكسبير ريتشارد الثالث حيث لعب دور ريتشارد الثالث ملك إنجلترا، وهي الشخصية التي تعتبر بشكل جزئي أساس كلاً من أوكهارت وأندروود. تم اشتقاق الكنية من أوسكار أندروود الذي شغل منصب سوط الأقلية الديمقراطية في الفترة من 1900 إلى 1901. كما يقوم أندروود بالتدخين واللعب بالعاب الفيديو، ولكن عندما تقوم الخدمة السرية بقطع خدمة اللعب على الإنترنت بعدما أصبح نائباً للرئيس، يتحول إلى إنشاء نماذج التماثيل.
نظر سبيسي إلى تمثيله دور أندروود في الموسم الثاني على أنه عملية تعلم مستمرة. «هناك العديد ما لا أعلمه عن فرانسيس، لذا فأنا أتعلم... كنت دائماً أعتقد بأن أقرب مهنة إلى الممثل هي المحقق...حيث يتم إعطائك دلائل من الكتاب عندها يكون دورك بالاعتماد عليهم لإحياء الشخصية بتعقيداتها ومفاجئاتها، حتى بالنسبة لك»
وفق الناقد التلفزيوني جيمس بونيوزيك [الإنجليزية] في مجلة تايم، مع تهاية الحلقة الأولى، بات واضحاً بأن أندروود يستخدم اللحم حرفياً ومجازياً كاستعارة لخياراته. فهو يبدأ يومه باحتفالية تضمن كومة من الأضلاع، ويصور حياته باستخدام استعارات اللحم. على سبيل المثال هو يصف رئيسة موظفي البيت الأبيض مع الإعجاب بها على مضض: «إنها قاسية مثل شريحة لحم بدولارين» ويخطط لتدمير عدو بطريقة «لتلتهم حوتاً، عليك أن تأخذ لقمة في كل مرة». وهو يتحمل الاجتماع الاسبوعي لقادة مجلس النواب بقوله للمشاهدين «من خلال تخيل وجوههم المملحة قليلاً تقلى في مقلاة»
كتب تيم جودمان من هوليوود ريبورتر أن الموسم الثاني مع المنصب الجديد لأندروود كنائب للرئيس، "حصل على المزيد من السلطة الآن وهذا يعني أنه يستطيع أن يغرس المزيد من الخوف في أعداءه. في إحدى اللقطات خلال الموسم صرح "الطريق إلى السلطة معبد بالنفاق والضحايا. أنا بحاجة لإثبات ما يمكن لنائب الرئيس فعله." أندروود وكلير "يتابعان صعودهما الذي لا يرحم إلى السلطة فيما تتصاعد التهديدات على جميع الجبهات.

#### توجهه الجنسية
التوجه الجنسي لأندروود غامض خلال معظم الجزئين الأول والثاني، حيث أقام علاقات جنسية مع كل من الرجال والنساء ولكن لم يتم تحديده بهوية جنسية بوضوع. قبل الموسم الثاني، العديد من المصادر تنبأت بانه مثلي الجنسية. في الحلقة الثامنة تم الكشف عن علاقة مثلية له أثناء وجوده في الجامعة أندروود وكلير لم يتم تصوريهما خلال الجزء الأول يمارسون العلاقة الجنسية. هانا روسين [الإنجليزية] الصحفي في مجلة سلايت كتب: إذا كان فرانك وكلير أندروود زوج في الحياة الحقيقية لواشنطن وتم كشف أن أي منهما على علاقة خارج الزواج، سيتم اتهامه بأنه «مثلي بشكل سري، حيث يصطحب النساء فقط عندما يمكن استخدامهم في لعبة السلطة الصافية». لا تتخذ المصادر الأخرى أي موقف واضح من توجهاته الجنسية، ولكنها تفترض أنه ليس منجذب جنسياً لكلير. في الموسم الثاني، شارك أندروود في عملية جنسية ثلاثية مع كلير والعميل في الشرطة السرية إدوارد ميتشم (ناثان دارو)، خلال الموسم الثالث، كان هناك لحظة من التوتر الجنسي بين أندروود وكاتب السير توم ييتس (باول سباركس [الإنجليزية]). وفي ذات الموسم، تم تصوير المشهد الوحيد في المسلسل الذي يتضمن أندروود وكلير يمارس كل منهما الجنس مع الآخر. خلال الموسم الخامس، مارس الجنس مع إريك راولينغس (مالكوم ماديرا)، مدربه الرياضي الخاص.